# رورایما ایرویز
رورایما ایرویز (به انگلیسی: Roraima Airways) یک شرکت هواپیمایی است که در ۱۹۹۲ میلادی تأسیس شده‌است. دفتر مرکزی رورایما ایرویز در گویان واقع شده‌است و قطب این شرکت هواپیمایی در Ogle Airport قرار دارد.